# Zhivana Corona
La Zhivana Corona è una struttura geologica della superficie di Venere.